# 아시아 뉴스 네트워크
아시아 뉴스 네트워크(Asia News Network 혹은 ANN)는 뉴스 스토리, 특집 기사, 편집과 명사 프로필을 포함하는 각각의 편집 콘텐츠를 공유하는 아시아 일간 신문의 네트워크이다. ANN은 콘라드 아데나워 파운데이션 (Konrad Adenauer Foundation)에 의해 구성되었던 아시아-독일 편집자 포럼이 있었던 마닐라에서 1999년에 형성되었으며 그때부터 증회된 상태이다.

## 회원
- 방글라데시 - Daily Star (Bangladesh)
- 브루나이 - The Brunei Times
- 중국 - 중국일보
- 인도 - The Statesman
- 인도네시아 - The Jakarta Post
- 일본 - 요미우리 신문
- 라오스 - Vientiane Times
- 말레이시아 - Sin Chew Jit Poh (Sin Chew Daily)
- 말레이시아 - The Star (Malaysia)
- 네팔 - The Kathmandu Post
- 필리핀 - Philippine Daily Inquirer
- 싱가폴 - The Straits Times
- 대한민국 - The Korea Herald
- 스리랑카 - The Island (Sri Lanka)
- 태국 - The Nation (Thailand)
- 베트남 - Viet Nam News